# Xã Echo, Michigan
Xã Echo (tiếng Anh: Echo Township) là một xã thuộc quận Antrim, tiểu bang Michigan, Hoa Kỳ. Năm 2010, dân số của xã này là 877 người.